# Milan Neralić

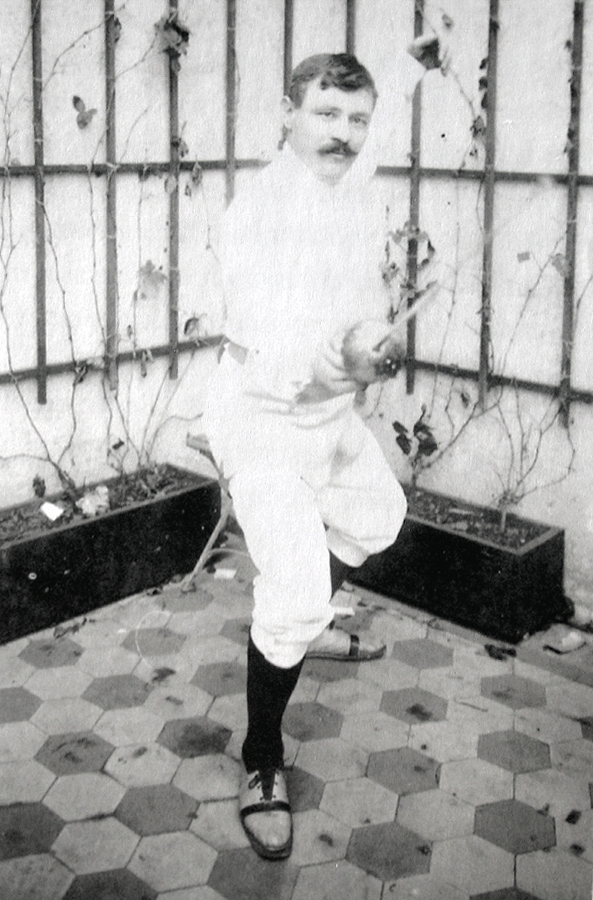
Milan Neralić

Milan Neralić, auch Michael Neralić, (* 26. Februar 1875 in Slunj, Kroatien; † 17. Februar 1918 in Wien) war ein  Fechtmeister und einer der erfolgreichsten österreichischen Fechter seiner Zeit. Als Fechtmeister war er in Wien und Berlin tätig. Neralić war der erste Kroate, der an den Olympischen Spielen teilnahm. 

## Karriere
Neralić trat 1893 in die Armee ein und nahm 1895 am Wiener Neustädter Militär-Fecht- und Turnlehrerkurs teil. Zu seinen Lehrern gehörten Heinrich Tenner und Rudolf Brosch. Laut Richard Verderber war er körperlich recht unbeholfen und wurde fast als „aussichtsloser Frequentant“ zur regulären Infanterie zurückgeschickt. Durch außergewöhnlichen Trainingsaufwand glich er diesen Nachteil jedoch aus und wurde einer der erfolgreichsten österreichischen Fechter. Ab 1898 war er Lehrgehilfe im Wiener Neustädter Kurs, ab 1900 oder 1901 Militärfechtmeister 2. Klasse. Er siegte in zahlreichen Militärfechtturnieren, konnte jedoch als praktizierender Fechtmeister nicht an Wettbewerben für Amateure teilnehmen. Neralić startete auch bei den Olympischen Sommerspielen in Paris 1900 für Österreich und gewann die Bronzemedaille (Säbel für Fechtmeister). Er wurde einzig im Halbfinale vom Italiener Italo Santelli bezwungen. Bis 1908 wirkte er noch als Florettfechtlehrer in Wiener Neustadt, zusätzlich war er als Trainer am Wiener Union-Fechtclub sowie der Fechtergesellschaft Friesen tätig.
Ab 1908 zog Neralić nach Berlin und wurde Fechtmeister im Deutsch-Italienischen Fechtclub und dem Offiziers-Reit- und Fechtverein. Zu Kriegsbeginn 1914 musste er zurück nach Österreich und wurde als Fechtlehrer der Theresianischen Militärakademie eingesetzt. Er wurde ebenfalls Fechtmeister des  Wiener Union-Fechtclubs und plante, mit seiner Frau wieder dauerhaft nach Wien zurückzuziehen. Schon 1917 musste er seinen Beruf jedoch wegen einer Krankheit aufgeben, der er im Februar 1918 erlag. Er wurde am Zentralfriedhof begraben (Gruppe 67, Reihe 11, Nummer 78).
Neralić galt als begnadeter Fechtmeister der sich mit großem psychologischem Geschick für seine Schüler engagierte. Er bildete fast tausend Offiziere durch den Wiener Neustädter Militär-Fecht- und Turnlehrerkurs zu Fechtlehrern aus. Auch in Berlin konnte er das fechterische Niveau der deutschen Offiziere bedeutend verbessern. Sein berühmtester deutscher Schüler war Friedrich Karl von Preußen, der als Reiter eine Bronzemedaille bei den Olympischen Spielen 1912 in Stockholm gewann, jedoch auch an Wettbewerben im Modernen Fünfkampf (Fechten, Reiten, Schwimmen, Schießen, Laufen) teilnahm. Sein erfolgreichster österreichischer Schüler war Richard Verderber, Silber- (Säbel-Mannschaft) und Bronzemedaillengewinner (Florett-Einzel) bei den Olympischen Sommerspielen 1912 in Stockholm. Seine Ehefrau Wilhelmine Neralić betätigte sich ebenfalls als Fechtlehrerin. Nach Milans Tod heiratete sie den Fechtmeister Martin Werdnik.

## Erfolge
- Sieger zahlreicher Armeefechtturniere 1889 bis 1906.[6]
- Bronzemedaille bei den Olympischen Sommerspielen 1900 in Paris.
- 1912 Teilnahme an der Akademie der zwölf „besten Fechtmeister der Welt“.[6]